# En af rikets herrar
En af rigets herrer (svensk: En av rikets herrar eller En af rikets herrar) er en svensk hæderstitel, der blev indført i 1773 og afskaffet efter 1868.
I 1789 blev rigsrådet afskaffet, og rigsrådets opgave som den øverste domstol blev overtaget af Högsta domstolen, mens rigsrådets administrative, økonomiske og politiske opgaver blev delt mellem kongen, regeringen og stænderrigsdagen. 
'En af rigets herrer' havde den samme rang som de tidligere medlemmer af rigsrådet, og de havde bl.a. ret til at bære rigsrådsdragt og rigsrådshat.
Den 25. januar 1773 fik fyrste Fredrik Vilhelm von Hessenstein som den første tildelt den nye titel. Fredrik Vilhelm von Hessenstein var den ældste søn af kong Frederik 1. af Sverige og hans elskerinde Hedvig Taube von Hessenstein.  
Titlen blev uddelt til over 70 fremstående officerer og civile embedsmænd. Nogle få modtagere af titlen fik også tildelt Sværdordenen eller Serafimerordenen. 
Blandt de sidste, der fik titlen, var Louis De Geer den Ældre, der senere blev Sveriges første statsminister mellem 1876 og 1880.
Titlen blev ikke uddelt efter 10. januar 1868.  

## Udvalgte personer med titlen
- Carl Johan Adlercreutz (1757–1815)
- Georg Adlersparre (1760–1835)
- Gustaf Philip Creutz (1731–1785)
- Louis De Geer den ældre (1818-1896)
- Axel von Fersen den yngre (1755–1810)
- Fredrik Vilhelm von Hessenstein (1735–1808)
- Wilhelm Mauritz Klingspor (1744–1814)
- Johan Gabriel Oxenstierna (1750–1818)
- Gustaf Adolf Reuterholm (1756–1813)
- Johan August Sandels (1764–1831)
- Georg Adlersparre (1760–1835)
- Baltzar von Platen (1766–1829)